# Joseph Déchelette
Joseph Déchelette (Roanne, 8 gennaio 1862 – Vingré, 3 ottobre 1914) è stato un archeologo francese, che si occupò in particolare degli studi sulla ceramica antica, dei quali fu un precursore.

## Biografia
Joseph Déchelette nacque in un'agiata famiglia di industriali di Roanne e dopo gli studi a Saint-Chamond, iniziò a lavorare come rappresentante dell'impresa familiare. Tuttavia la passione per l'archeologia, alla quale era stato iniziato dallo zio, Jacques Gabriel Bulliot (1817-1902), figura eminente della massoneria, prese presto il sopravvento.
- 1884: aderì a La Diana, società archeologica e storica con sede a Montbrison (Loira).
- ispettore per la Società francese di archeologia (Société française d'archéologie)
- 1892-1914: conservatore del museo di belle arti e di archeologia di Roanne (oggi Musée des beaux-arts et d'archéologie Joseph-Déchelette), un museo municipale fondato nel 1844 che sarà in seguito ribattezzato con il suo nome e sistemato dal 1923 nell'antico palazzo di Valence de Minardière, che Déchelette aveva acquistato nel 1892 e che fu regalato dalla vedova alla città, pur continuandone ad occupare il piano terra fino alla morte nel 1957.
- febbraio-aprile 1893: viaggio in Egitto, da cui Déchelette riportò la mummia di Nesyamon, morta a quindici anni e che da viva cantava a Tebe per il dio Ammone.
- nel 1914, allo scoppio della prima guerra mondiale, scelse di arruolarsi malgrado l'età avanzata. Fu ucciso al fronte due mesi dopo l'inizio delle ostilità.

## Opere
- Peintures murales du Moyen-âge et de la Renaissance en Forez ("Pitture murali del Medioevo e del Rinascimento a Forez")
- Les Vases céramiques ornés de la Gaulle romaine ("I vasi ceramici ornati della Gallia romana")
- Manuel d'archéologie préhistorique, celtique et gallo-romaine ("Manuale di archeologia preistorica, celtica e gallo-romana")